# Laurie Cunningham
Laurie Cunningham (London-Archway, 1956. március 8. – Madrid, 1989. július 15.) válogatott angol labdarúgó, csatár.

## Pályafutása

### Klubcsapatban
1974 és 1977 között a Leyton Orient, 1977 és 1979 között a West Bromwich Albion labdarúgója volt. 1979 és 1984 között a spanyol Real Madrid csapatában játszott. 1983-ban a Manchester United, 1983–84-ben a spanyol Sporting Gijón együttesében szerepelt kölcsönben. A Real Madriddal egy spanyol bajnoki címet és két kupagyőzelmet ért el. Tagja volt az 1980–81-es idényben BEK-döntős csapatnak. 1984–85-ben a francia O. Marseille, 1985–86-ban a Leicester City, 1986–87-ben a spanyol Rayo Vallecano, 1987-ben a belga Charleroi, 1988-ban a Wimbledom játékosa volt. A wimbledoni csapattal 1988-ban angolkupa-győztes volt. 1988-ban visszaszerződött a Rayo Vallecano együtteséhez, ahol 1989-es haláláig játszott.

### A válogatottban
1979–80-ban hat alkalommal szerepelt az angol válogatottban.

## Halála
1989. július 15-én reggel Madridban autóbaleset következtében hunyt el.

## Sikerei, díjai
Real Madrid
- Spanyol bajnokság (La Liga)
  - bajnok: 1979–80
- Spanyol kupa (Copa del Rey)
  - győztes (2): 1980, 1982
- Bajnokcsapatok Európa-kupája (BEK)
  - döntős: 1980–81

 Wimbledon
- Angol kupa (FA Cup)
  - győztes: 1988

## Statisztika

### Mérkőzései az angol válogatottban
| Anglia | Anglia            | Anglia                          | Anglia        | Anglia   | Anglia   | Anglia             | Anglia | Anglia  |
| #      | Dátum             | Helyszín                        | Hazai         | Eredmény | Vendég   | Kiírás             | Gólok  | Esemény |
| ------ | ----------------- | ------------------------------- | ------------- | -------- | -------- | ------------------ | ------ | ------- |
| 1.     | 1979. május 23.   | London, Wembley Stadion         | Anglia        | 0 – 0    | Wales    | brit házibajnokság | -      |         |
| 2.     | 1979. június 10.  | Stockholm, Råsunda Stadion      | Svédország    | 0 – 0    | Anglia   | barátságos         | -      |         |
| 3.     | 1979. június 13.  | Bécs, Práter-stadion            | Ausztria      | 4 – 3    | Anglia   | barátságos         | -      | 70'     |
| 4.     | 1980. február 6.  | London, Wembley Stadion         | Anglia        | 2 – 0    | Írország | Eb-selejtező       | -      |         |
| 5.     | 1980. március 26. | Barcelona, Camp Nou             | Spanyolország | 0 – 2    | Anglia   | barátságos         | -      | 77'     |
| 6.     | 1980. október 15. | Bukarest, Augusztus 23. Stadion | Románia       | 2 – 1    | Anglia   | vb-selejtező       | -      | 65'     |
|        | Összesen          |                                 |               | 6        | mérkőzés |                    | 0      | gól     |